# Mary Anne Clarke

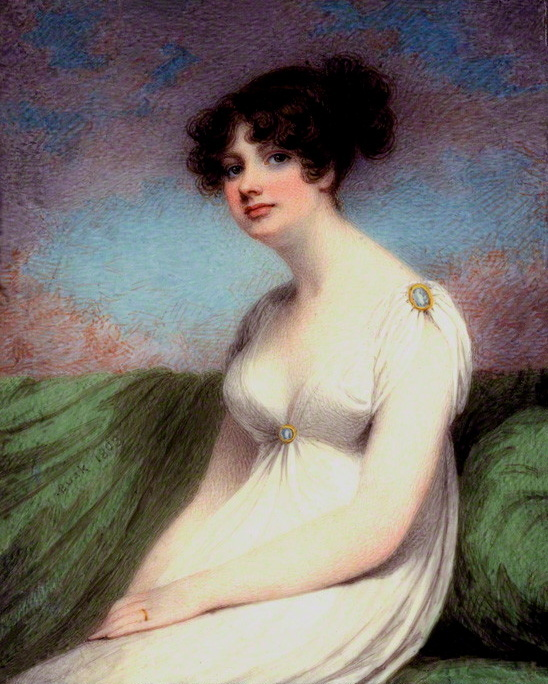
Mary Anne Clarke, door Adam Buck, 1803

Mary Anne Clarke, geboren als Mary Anne Thompson (Londen, 3 april 1776 - Boulogne-sur-Mer, 21 juni 1852), was de maîtresse van Frederik van York. Nadat zij Groot-Brittannië moest verlaten hield zij in Parijs een literair salon.

## Biografie
Ze werd geboren in 1776 als dochter van een bescheiden handelaar. Zij was reeds voor haar achttiende gehuwd met een steenhouwer met de familienaam Clarke. Kort na het huwelijk ging die evenwel failliet en om die reden verliet ze hem.
In het jaar 1803 werd zij de geliefde van de hertog van York en Albany, die op dat moment opperbevelhebber van het Britse leger was. In 1809 kwam een schandaal aan het licht toen bleek dat Mary Anne Clarke officiersbenoemingen in het Britse leger verkocht. Daarop moest de hertog zijn commando opgeven, maar hij werd uiteindelijk vrijgesproken en in zijn ambt hersteld. Mary Anne Clarke werd tot een gevangenisstraf van 9 maanden wegens laster veroordeeld.
Na haar vrijlating trok ze naar Parijs waar ze een gereputeerd literair salon onderhield.
Haar dochter huwde met Louis-Mathurin Busson du Maurier en zo is ze de overgrootmoeder van de schrijfster Daphne du Maurier, die over haar het boek Mary Anne schreef.
- Biblioteca Nacional de España: XX5434819
- Gemeinsame Normdatei: 100443567
- International Standard Name Identifier: 0000 0001 1656 0342
- Library of Congress Control Number: n50038523
- Nationale Bibliotheek van Israël: 987007272986905171
- Nationale Bibliotheek van Polen: a0000001186522
- SNAC: w6446k7w
- Système universitaire de documentation: 164970959
- Trove: 1525088
- Virtual International Authority File: 61896443
- WorldCat: E39PBJvhkxrY6kKkXhT3bvXrv3